# Marco Carnesecchi
Marco Carnesecchi (1. červenec 2000 Rimini, Itálie) je italský fotbalový brankář, který je od roku 2017 hráčem Atalanty a také reprezentantem Itálie.

## Statistika

### Klubová
| Sezóna              | Klub                | Liga                | Liga   | Liga      | Ligové poháry | Ligové poháry | Ligové poháry | Kontinentální poháry | Kontinentální poháry | Kontinentální poháry | Celkem | Celkem    |
| Sezóna              | Klub                | Soutěž              | Zápasy | Obd. góly | Soutěž        | Zápasy        | Obd. góly     | Soutěž               | Zápasy               | Obd. góly            | Zápasy | Obd. góly |
| ------------------- | ------------------- | ------------------- | ------ | --------- | ------------- | ------------- | ------------- | -------------------- | -------------------- | -------------------- | ------ | --------- |
| 2019/20             | Trapani             | Serie A             | 33     | 52        | IP            | 1             | 1             | -                    | 0                    | 0                    | 34     | 53        |
| 2020/21             | Atalanta            | Serie A             | 0      | 0         | IP            | 0             | 0             | LM                   | 0                    | 0                    | 0      | 0         |
| 2021                | Cremonese           | Serie B             | 20     | 18        | -             | 0             | 0             | -                    | 0                    | 0                    | 20     | 18        |
| 2021/22             | Cremonese           | Serie B             | 36     | 38        | IP            | 1             | 0             | -                    | 0                    | 0                    | 37     | 38        |
| 2022/23             | Cremonese           | Serie A             | 27     | 47        | IP            | 1             | 2             | -                    | 0                    | 0                    | 28     | 49        |
| Celkem za Cremonese | Celkem za Cremonese | Celkem za Cremonese | 83     | 103       | -             | 2             | 2             | -                    | 0                    | 0                    | 85     | 105       |
| 2023/24             | Atalanta            | Serie A             | 27     | 30        | IP            | 4             | 4             | EL                   | 1                    | 0                    | 32     | 34        |
| 2024/25             | Atalanta            | Serie A             | 25     | 25        | IP+IS         | 0+1           | 2             | LM+ES                | 9+0                  | 9                    | 35     | 36        |
| Celkem za Atalantu  | Celkem za Atalantu  | Celkem za Atalantu  | 52     | 55        | -             | 5             | 6             | -                    | 10                   | 9                    | 67     | 70        |
| Celkově             | Celkově             | Celkově             | 168    | 205       | -             | 8             | 9             | -                    | 10                   | 9                    | 186    | 228       |

## Úspěchy

### Klubové

#### Kontinentální
- vítěz Evropské ligy UEFA (1x)

Atalanta: 2023/24

### Reprezentační
- 1× na MS U20 (2019)
- 2× na ME U21 (2021, 2023)

### Individuální
- All Stars Team ME U21 (2021)